# 圣玛丽欧米讷
圣玛丽欧米讷（法語：Sainte-Marie-aux-Mines，法語發音：[sɛ̃t maʁi o min] ⓘ）是法国大东部大区上莱茵省一个市镇，属于科尔马-里博维莱区。

## 地理
圣玛丽欧米讷（48°14'48"N, 7°11'2"E）面积45.23 平方千米，位于法国大東部大區上莱茵省，该省份为法国东部内陆省份，是阿尔萨斯的一部分，今与下莱茵省组成了阿尔萨斯欧洲集体，其北临下莱茵省，西接孚日省，西南接贝尔福地区省，东侧沿莱茵河与德国相望，南与瑞士接壤。
与圣玛丽欧米讷接壤的市镇（或旧市镇、城区）包括：拉普特鲁瓦、里博維萊、圣克鲁瓦欧米讷、欧比尔、弗雷朗、勒博诺姆、维桑巴、邦德拉沃利讷、拉克鲁瓦欧米讷、热曼古特。
圣玛丽欧米讷的时区为UTC+01:00、UTC+02:00（夏令时）。

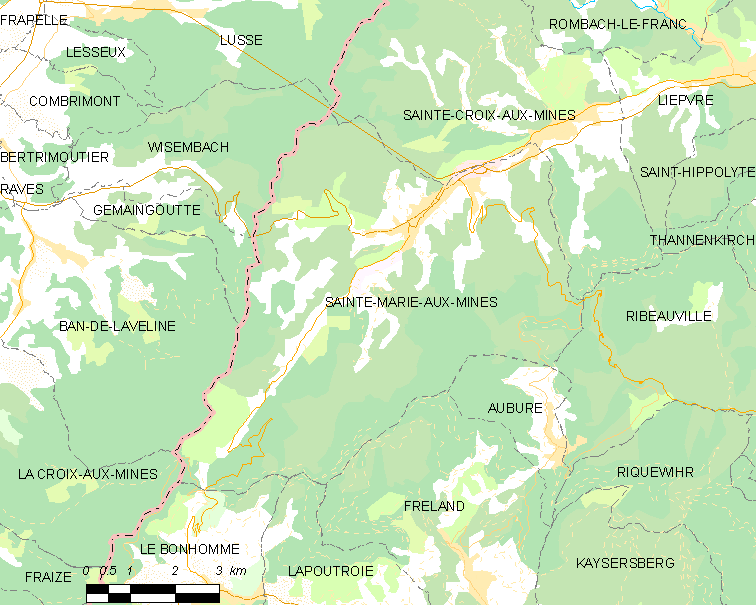
圣玛丽欧米讷的OSM定位图

## 行政
圣玛丽欧米讷的邮政编码为68160，INSEE市镇编码为68298。

## 政治
圣玛丽欧米讷所属的省级选区为圣玛丽欧米讷县，同时也是该县的中央投票站所在地。

## 人口

1962-2008年间圣玛丽欧米讷人口变化图示

圣玛丽欧米讷于2022年1月1日时的人口数量为4945人。